# 1997
1997. је била проста година.

## Догађаји

### Јануар
- 7. јануар — у Алжиру је, у експлозији бомбе коју су у аутобус подметнули исламски екстремисти, погинуло најмање 13 и рањено око сто људи.
- 31. јануар — У сукобу наоружаних Албанаца и припадника српске полиције код Вучитрна на Косову убијена су три Албанца и рањена три припадника МУП Србије.

### Фебруар
- 2. фебруар — Полиција је уз употребу силе спречила демонстранте коалиције „Заједно“ на Бранковом мосту у Београду.
- 11. фебруар — Под притиском међународне јавности и тромесечних грађанских и студентских протеста председник Србије Слободан Милошевић је посебним законом признао резултате локалних избора на којима је победила опозициона коалиција „Заједно”.
- 11. фебруар — Свемирски шатл Дискавери је лансиран на мисију сервисирања телескопа Хабл.
- 21. фебруар — Након што је Српски покрет обнове односно Вук Драшковић поклонио мандат за градоначелника Зорану Ђинђићу, он бива изабран за градоначелника Београда.

### Март
- 26. март — У Калифорнији на различитим местима нађено 39 слично одевених тела припадника секте Капија раја који су извршили самоубиство.

### Април
- 11. април — У Београду, у ресторану „Мама миа“, убијен Радован Стојичић - Баџа, генерал српске полиције и тадашњи в. д. министра унутрашњих послова Србије.
- 22. април — Перуанска војска успела да уђе у резиденцију амбасадора Јапана у Лими и да ослободи 71 таоца које су четири месеца држали герилци левичарског покрета Тупак Амару.

### Мај
- 2. мај — Лабуристичка партија Уједињеног Краљевства враћа се на власт први пут после 18 година, а Тони Блер је постао премијер.
- 17. мај — Лоран Кабила је са својим трупама ушао у Киншасу, преузео власт у Заиру и променио назив државе у Демократска Република Конго.

### Јун
- 30. јун — Кина је званично преузела контролу над Хонгконгом после 156 година британске колонијалне управе.

### Јул
- 1. јул — Хонгконг је, након што је 150 година био под британском управом поново враћен под кинеску јурисдикцију, као њен специјални административни регион.
- 14. јул — Хашки трибунал осудио Србина из Босне и Херцеговине Душана Тадића на 20 година затвора због учешћа у етничком чишћењу Муслимана на подручју општине Приједор.
- 15. јул — Слободан Милошевић изабран за председника СР Југославије.
- 19. јул — Ирска републиканска армија објавила примирје у својој 28-годишњој кампањи против британске власти у Северној Ирској.

### Август
- 31. август — Принцеза Дајана је након саобраћајне несреће касније преминула у болници.

### Септембар
- 15. септембар — Регистрован је домен Google.com.
- 21. септембар — Одржан први круг избора за председника Србије. Највише гласова и пролаз у други круг изборили кандидат владајуће коалиције, Зоран Лилић, и лидер Српске радикалне странке, Војислав Шешељ.

### Октобар
- 5. октобар — У другом кругу председничких избора у Србији, Војислав Шешељ победио Зорана Лилића, али Републичка изборна комисија његову победу није признала због недовољног броја изашлих бирача.
- 9. октобар — Петар Свидлер је победио на шаховском турниру у Тилбургу.
- 24. октобар — Зоран Тодоровић Кундак, директор Беопетрола и генерални секретар Југословенске левице  је убијен, тако што га је непознати убица у упуцао испред зграде „Беопетрола” на Новом Београду.

### Децембар
- 3. децембар — У Отави су представници 122 земље потписали Конвенцију о забрани противпешадијских мина.
- 19. децембар — Сингапурски путнички авион „Боинг 737-300” срушио се близу индонежанског града Палембангаре, што није преживео нико од 104 путника и чланова посаде.
- 21. децембар — После другог круга нових избора за председника Србије, нови кандидат владајуће коалиције, Милан Милутиновић, победио Војислава Шешеља.
- 29. децембар — Милан Милутиновић ступио на дужност.

## Рођења

### Јануар
- 1. јануар — Ноа Кејхан, амерички музичар[1]
- 4. јануар — Анте Жижић, хрватски кошаркаш[2]
- 9. јануар — Вања Маринковић, српски кошаркаш[3]
- 13. јануар — Еган Бернал, колумбијски бициклиста[4]
- 17. јануар — Никола Јакшић, српски ватерполиста
- 18. јануар — Милош Стојановић, српски фудбалер[5]
- 19. јануар — Един Атић, босанскохерцеговачки кошаркаш[6]
- 28. јануар — Бојан Кнежевић, хрватски фудбалер[7]
- 31. јануар — Донте Дивинћенцо, амерички кошаркаш[8]

### Фебруар
- 2. фебруар — Умар Садик, нигеријски фудбалер[9]
- 10. фебруар — Клои Грејс Морец, америчка глумица[10]
- 10. фебруар — Теодора Џехверовић, српска певачица[11]
- 11. фебруар — Хуберт Хуркач, пољски тенисер[12]
- 19. фебруар — Слободан Јовановић, српски кошаркаш[13]
- 20. фебруар — Снежана Богићевић, српска кошаркашица[14]
- 20. фебруар — Вања Милинковић Савић, српски фудбалски голман[15]
- 22. фебруар — Џером Робинсон, амерички кошаркаш[16]
- 23. фебруар — Џамал Мари, канадски кошаркаш
- 25. фебруар — Изабел Ферман, америчка глумица[17]

### Март
- 2. март — Беки Џи, америчка певачица, глумица и модел[18]
- 3. март — Камила Кабело, кубанско-америчка музичарка[19]
- 6. март — Алиша Бо, норвешко-америчка глумица[20]
- 6. март — Бојана Миленковић, српска одбојкашица[21]
- 7. март — Петар Гигић, српски фудбалер[22]
- 8. март — Тијана Бошковић, српска одбојкашица[23]
- 9. март — Белинда Бенчич, швајцарска тенисерка
- 17. март — Кејти Ледеки, америчка пливачица[24]
- 18. март — Ивица Зубац, хрватски кошаркаш[25]
- 19. март — Рута Мејлутите, литванска пливачица[26]
- 21. март — Мартина Стосел, аргентинска певачица и глумица[27]

### Април
- 1. април — Ејса Батерфилд, енглески глумац[28]
- 3. април — Габријел Жезус, бразилски фудбалер[29]
- 10. април — Влатко Чанчар, словеначки кошаркаш[30]
- 12. април — Тамаш Кајдочи, српски дизач тегова
- 14. април — Војислав Стојановић, српски кошаркаш[31]
- 15. април — Мејси Вилијамс, енглеска глумица[32]
- 18. април — Кејлеб Свониган, амерички кошаркаш (прем. 2022)[33]
- 20. април — Александар Зверев, немачки тенисер[34]
- 29. април — Сара Лозо, српска одбојкашица[35]

### Мај
- 3. мај — Ивана Јоровић, српска тенисерка[36]
- 7. мај — Дарија Касаткина, руска тенисерка[37]
- 7. мај — Јури Тилеманс, белгијски фудбалер[38]
- 10. мај — Ришарлизон, бразилски фудбалер[39]
- 11. мај — Лана Кондор, америчка глумица[40]
- 12. мај — Френки де Јонг, холандски фудбалер[41]
- 15. мај — Усман Дембеле, француски фудбалер[42]
- 18. мај — Александра Катанић, српска кошаркашица[43]
- 18. мај — Давид Миладиновић, српски кошаркаш[44]

### Јун
- 6. јун — Маја Алексић, српска одбојкашица[45]
- 7. јун — Александра Вукајловић, српска рукометашица[46]
- 8. јун — Страхиња Крстевски, македонски фудбалер[47]
- 8. јун — Јелена Остапенко, летонска тенисерка[48]
- 11. јун — Џорџа Смит, енглеска музичарка[49]
- 17. јун — Кеј Џеј Апа, новозеландски глумац[50]
- 21. јун — Ребека Блек, америчка певачица[51]
- 28. јун — Александар Лутовац, српски фудбалер[52]
- 28. јун — Ловро Мазалин, хрватски кошаркаш[53]

### Јул
- 12. јул — Малала Јусуфзаи, пакистанска активисткиња, добитница Нобелове награде за мир (2014)[54]
- 17. јул — Оџи Ануноби, британски кошаркаш[55]
- 18. јул — Бем Адебајо, амерички кошаркаш[56]
- 19. јул — Никола Поповић, српски кошаркаш[57]
- 24. јул — Фуркан Коркмаз, турски кошаркаш[58]
- 30. јул — Финијас О’Конел, амерички музичар, музички продуцент и глумац[59]

### Август
- 2. август — Иван Шапоњић, српски фудбалер[60]
- 3. август — Стефан Пено, српски кошаркаш[61]
- 10. август — Кајли Џенер, амерички модел[62]
- 11. август — Елена Китић, српска певачица
- 18. август — Џозефин Лангфорд, аустралијска глумица[63]
- 18. август — Ренато Саншес, португалски фудбалер[64]
- 24. август — Алан Вокер, норвешки ди-џеј и музички продуцент[65]

### Септембар
- 12. септембар — Сидни Свини, америчка глумица[66]
- 19. септембар — Ерик Јирка, словачки фудбалер[67]
- 23. септембар — Џон Колинс, амерички кошаркаш[68]
- 30. септембар — Макс Верстапен, холандски аутомобилиста[69]

### Октобар
- 2. октобар — Тами Абрахам, енглески фудбалер[70]
- 7. октобар — Кира Косарин, америчка глумица
- 8. октобар — Бела Торн, америчка глумица[71]
- 12. октобар — Никола Миленковић, српски фудбалер[72]
- 16. октобар — Шарл Леклер, марокански аутомобилиста[73]
- 16. октобар — Наоми Осака, јапанска тенисерка
- 20. октобар — Андреј Рубљов, руски тенисер[74]
- 21. октобар — Никола Танасковић, српски кошаркаш[75]
- 25. октобар — Ема Хикс, канадска порнографска глумица[76]
- 27. октобар — Лонзо Бол, амерички кошаркаш[77]
- 28. октобар — Тејлор Фриц, амерички тенисер[78]
- 28. октобар — Сијера Макормик, америчка глумица[79]
- 30. октобар — Предраг Васић, српски глумац[80]
- 31. октобар — Сидни Парк, америчка глумица и комичарка[81]
- 31. октобар — Маркус Рашфорд, енглески фудбалер[82]

### Новембар
- 17. новембар — Драган Бендер, хрватски кошаркаш[83]

### Децембар
- 7. децембар — Периша Пешукић, црногорски фудбалер[84]
- 15. децембар — Мод Апатоу, америчка глумица[85]
- 16. децембар — Сара Ларсон, шведска музичарка[86]
- 20. децембар — Деарон Фокс, амерички кошаркаш[87]
- 21. децембар — Мадлин Клајн, америчка глумица
- 23. децембар — Лука Јовић, српски фудбалер[88]
- 27. децембар — Ана Коњух, хрватска тенисерка

## Смрти

### Јануар
- 17. јануар — Клајд Томбо, амерички астроном (*1906)

### Фебруар
- 3. фебруар — Бохумил Храбал, чешки књижевник (* 1914)

### Март
- 2. март — Грета Хоблајн, немачка атлетичарка која се такмичила у дисциплинама бацање кугле, диска и штафета 4 х 100 m (* 1908)[89]
- 2. март — Мирон Флашар, српски филолог, професор Универзитета у Београду (* 1929)[90]

### Април
- 21. април — Милош Хамовић, српски историчар (* 1933)[91]
- 24. април — Јуџин Стонер, амерички конструктор оружја

### Јун
- 1. јун — Николај Тихонов, совјетски политичар и премијер СССР (* 1905)
- 25. јун — Жак Кусто, француски истраживач (* 1910)[92]

### Јул
- 15. јул — Ђани Версаче, италијански модни креатор (* 1946)[93]

### Август
- 4. август — Жана Калман, најстарија особа у историји (*1875)[94]
- 31. август — Дајана, принцеза од Велса (* 1961)[95]

### Септембар
- 1. септембар — Золтан Цибор, мађарски фудбалер (* 1929)[96]
- 9. септембар — Предраг Лаковић, српски и југословенски филмски и позоришни глумац (* 1929)[97]

### Октобар
- 25. октобар — Андреј Цетински, учесник Народноослободилачке борбе и народни херој Југославије (* 1921)
- 16. октобар — Кнегиња Олга Карађорђевић, грчка принцеза и супруга кнеза Павла (* 1903)

### Новембар
- 20. новембар — Станислава Пешић, филмска позоришна и телевизијска глумица (* 1941)[98]

### Децембар
- 17. децембар — Узи Наркис, израелски генерал (* 1925)

## Нобелове награде
- Физика — Стивен Чу, Клод Коен-Тануђи, и Вилијам Данијел Филипс
- Хемија — Пол Д. Бојер, Џон Е. Вокер, Јенс К. Скоу
- Медицина — Стенли Б. Прузинер
- Књижевност — Дарио Фо (Италија)
- Мир — Међународни покрет за забрану мина (ICBL) и Џоди Вилијамс
- Економија — Роберт Мертон (САД), Мајрон Шоулс (САД)